# Aedes lowisii
Aedes lowisii är en tvåvingeart som först beskrevs av Theobald 1910.  Aedes lowisii ingår i släktet Aedes och familjen stickmyggor. Inga underarter finns listade i Catalogue of Life.